# Arthur Mercante sen.
Arthur Mercante sen. (* 27. Januar 1920 in Brockton, Massachusetts; † 10. April 2010 in Westbury, New York) war ein US-amerikanischer Profiringrichter der NYSAC. Von 1954 bis 2001 leitete er über 140 Titelkämpfe für die Boxverbände NYSAC, WBA, WBC und IBF. Die meisten seiner Ringpaarungen fanden in New York statt. Aber auch in anderen amerikanischen Bundesstaaten und in Mittelamerika, Europa und Asien (Mexiko, Frankreich, Italien, Japan, Thailand) trat er bei professionellen Boxveranstaltungen in Erscheinung.

## Leben und Wirken
Der Sohn italienischer Einwanderer war ein Jugendfreund des berühmten Schwergewichtsweltmeisters Rocky Marciano und kam durch ein familiäres Vorbild zum Boxen: Sein Onkel Joe Monte war Profiboxer und stand 1928 in New York gegen Max Schmeling im Ring, der ihn in dessen ersten Kampf auf amerikanischem Boden in der achten Runde durch K. o. besiegte.
1942 trat Arthur Mercante sen. der US-Marine bei. Dort wurde er unter dem ehemaligen Schwergewichtsweltmeister Gene Tunney zum Boxtrainer ausgebildet und war fortan für das sportliche Training von Soldaten zuständig. Nach dem Ende seiner Militärzeit im Jahre 1946 arbeitete er als Boxtrainer bei der Akademie der amerikanischen Handelsmarine. Während dieser Zeit begann er beim Nationalen Verband für Hochschulboxen als Kampfrichter zu agieren und setzte diese Tätigkeit im Amateurbereich bis zum Erhalt seiner Profilizenz im Jahre 1954 fort.
Da Arthur Mercante sen. als Profiringrichter seinen Lebensunterhalt nicht bestreiten konnte, war er hauptberuflich bei einer New Yorker Brauerei beschäftigt und dort für den Verkauf und die Vermarktung zuständig.
Anfang der 1960er Jahre stand Mercante für den Film Faust im Gesicht (Requiem for a Heavyweight) gemeinsam mit Cassius Clay, Jack Dempsey, Anthony Quinn und Jackie Gleason vor der Kamera. In diesem Film über das Karriereende eines ausgebrannten Profiboxers trat er in einer Nebenrolle als Ringrichter auf. Außerdem beriet er das Filmteam bei der Ausgestaltung der Boxszenen.
Er erlebte das Goldene Zeitalter des Schwergewichtsboxens in den 1970er Jahren aus nächster Nähe und stand als dritter Mann zusammen mit Muhammad Ali, Joe Frazier, George Foreman und Ken Norton im Ring. Aber auch Kämpfe zahlreicher anderer Boxlegenden wie Floyd Patterson, Sugar Ray Robinson, Sugar Ray Leonard, Marvin Hagler, Mike Tyson, Roy Jones junior oder Lennox Lewis sind in seinem Kampfrichterpass verbucht. Zu seinen berühmtesten Gefechten zählen das erste Aufeinandertreffen von Muhammad Ali und Joe Frazier am 8. März 1971 im Madison Square Garden, New York, und die Begegnung zwischen Joe Frazier und George Foreman am 22. Januar 1973 in Kingston, Jamaika.
2006 veröffentlichte er seine Memoiren Inside the Ropes (dt. Titel: Der Dritte Mann im Ring), in denen er aus der Perspektive eines Ringrichters die Entwicklungen des professionellen Boxsports in den letzten fünf Jahrzehnten beschreibt, seine Erlebnisse im Profiboxen schildert und seine Einschätzung zu zahlreichen legendären Boxern und Kämpfen gibt.
1995 wurde Arthur Mercante sen. in die International Boxing Hall of Fame in Canastota, New York, aufgenommen.
Sein Sohn Artur Mercante jun. trat in seine Fußstapfen und wurde 1984 ebenfalls Ringrichter. Allerdings ist er in diesem Metier nicht so unumstritten, wie es sein Vater stets war.